# Водоворот судьбы
«Водоворот судьбы» (хинди मझदार, Majhdhaar, досл.: «В центре событий») — мелодрама, снятая на языке хинди и вышедшая в прокат 29 марта 1996 года.

## Сюжет
Сирота Гопал (Салман Хан), сын учительницы Кришна (Рахул Рой) и дочь аристократа Радха (Маниша Койрала) с детства связаны близкой дружбой. Гопал и Кришна влюблены в Радху, которая испытывает дружеские чувства к Гопалу и любовь к Кришне. Гопал ничего не знает о взаимной любви его друзей, но Кришна и Радха тоже скрывают друг от друга свои чувства. Когда Гопал просит Кришну стать его сватом и попросить для него руки Радхи, Кришна выполняет его просьбу ради счастья друга. Отцу Радхи нравится Гопал, но он требует от него доказать, что он сможет содержать семью. Гопал покидает город, чтобы выполнить требование будущего тестя. Через некоторое время Кришна и Радха узнают, что их друг погиб в авиакатастрофе. Наконец Кришна признается девушке в своей любви, и отныне их связывают близкие отношения. Неожиданно в городе появляется Гопал. Кришна решает честно признаться Гопалу о своих отношениях с его невестой. Но обстоятельства складываются так, что Радха выходит замуж за Гопала ещё до признания Кришны. Перед свадьбой Радха узнает, что уже два месяца беременна, и отцом её будущего ребёнка является Кришна. После рождения дочери Радха покидает Гопала и оставляет ему ребёнка.